# PropOrNot
PropOrNot — це веб-сайт, який стверджує, що викриває російську пропаганду. Про російську пропаганду та розповсюдження фейкових новин вона розповідала в The Washington Post.

## Операції та організація
Веб-сайт написаний анонімно і має на меті бути арбітром щодо того, які думки неприйнятні, а які прийнятні, позначаючи чи не позначаючи певні висловлені думки як «пропаганду»; Речник веб-сайту, який спілкувався по телефону з The New Yorker, був описаний як американський чоловік, який «добре розбирався в Інтернет-культурі і з ентузіазмом лаявся». Той же речник повідомив, що до групи входять близько 40 неназваних осіб. У статті для Rolling Stone Метт Тайббі висловив думку, що, виходячи з «відповідей у Twitter на критику звіту, PropOrNot звучав не як група досвідчених військових аналітиків, а як один підліток».

### Складений список
30 листопада 2016 року PropOrNot опублікував список із близько 200 веб-сайтів, які вони класифікують як російську пропаганду на основі «поєднання ручного та автоматизованого аналізу, включаючи аналіз контенту, часу, технічних показників та інших звітів». Список групи включає Zero Hedge, Naked Capitalism, Ron Paul Institute, Black Agenda Report, Truthout, Truthdig, antiwar.com та багато інших, які група припускає, що «послідовно, некритично та однобічно повторюють, повторюють, будучи використовуються та перенаправляють свою авдиторію на російські офіційні та напівофіційні державні ЗМІ».
PropOrNot стверджує, що під час президентських виборів 2016 року російська пропаганда була залучена до поширення фейкових новин. PropOrNot заявила, що проаналізувала дані з Twitter і Facebook і відстежила пропаганду дезінформаційної кампанії Росії, яка охопила 15 мільйонів людей у Сполучених Штатах. PropOrNot дійшов висновку, що облікові записи, які належать як Russia Today, так і Sputnik News, пропагували «неправдиві та оманливі історії у своїх звітах», а також збільшили інші неправдиві статті, знайдені в Інтернеті, щоб підтримати їх пропагандистські зусилля.
У 2021 році дослідження в Journal of Information Warfare перевірило твердження PropOrNot і знайшло докази на підтримку його заяв. У статті аналізу контенту порівнюється, як російські державні ЗМІ та деякі ЗМІ, названі PropOrNot як російська пропаганда, розглядали певні зовнішньополітичні теми, такі як Росія, Сирія, Іран, Венесуела та НАТО. Дослідження показало, що існує сильна кореляція між наративами, які пропагують Russia Today і Sputnik News, і тими, які пропагують вибрані альтернативні ЗМІ, такі як Zero Hedge, «Нова холодна війна», Global Research і «The Daily Sheeple».

## Критика
Методи та анонімність PropOrNot зазнали критики з боку таких видань, як The New Yorker, The Intercept, а також Fairness and Accuracy in Reporting 
Ендрю Кокберн, вашингтонський редактор Harper's ' різко критикував рішення The Washington Post розмістити цю історію на першій сторінці, назвавши статтю «вибачте сміттям». Автори The Intercept, Fortune і Rolling Stone оскаржували The Washington Post за те, що вона включила звіт організації, яка не має репутації у сфері перевірки фактів (наприклад, сама PropOrNot) до статті про «фейкові новини». Пишучи для The Intercept, журналісти Ґленн Ґрінвальд і Бен Нортон особливо критикували включення Голого капіталізму до списку «корисних ідіотів» для російських пропагандистів.
Написуючи в The New Yorker, Адріан Чен сказав, що організація раніше зв’язувалася з ним, але вирішив не спілкуватися з ними. Більш уважно вивчивши їхню методологію, він стверджував, що критерії PropOrNot для створення пропаганди, які включали критичні коментарі Сполучених Штатів, Європейського Союзу та НАТО, були настільки широкими, що могли включати «не лише російські державні медіа-організації, наприклад як Russia Today, але майже всі новини у світі, включаючи саму Post » у їхньому списку. Еліот Гіґґінс, засновник журналістського веб-сайту Bellingcat з відкритим вихідним кодом, назвав звіт про методологію «досить аматорським» і сказав Чену: «Я думаю, що це ніколи не мала бути статтею на будь-якому новинному сайті будь-якої примітки».
У грудні 2016 року, отримавши критику, The Washington Post додала до своєї статті «Примітку редактора» у відповідь на критику списку веб-сайтів PropOrNot. У примітці було зазначено: «The Post, яка не назвала жодного із сайтів, сама по собі не гарантує дійсність висновків PropOrNot щодо будь-якого окремого медіа, і стаття не передбачає цього».